# Ki ez a lány? (film)
A Ki ez a lány? (angolul: Who’s That Girl?), 1987-ben bemutatott amerikai romantikus filmvígjáték, melyet James Foley rendezett. A film főszereplője Madonna amerikai énekesnő. A film dalai a Madonna által énekelt Who’s That Girl albumon jelentek meg.
Az Amerikai Egyesült Államokban 1987. augusztus 7-én bemutatott film jegyeladási és kritikai szempontból is bukásnak bizonyult. Ennek ellenére a Who’s That Girl nagylemez és Madonna azt népszerűsítő Who's That Girl World Tour koncertsorozata bevételi sikert aratott.

## Cselekmény
Nikki Finn ártatlanul került évekre börtönbe, barátja meggyilkolásának vádjával. Louden Trott ügyvéd feladata lenne annak biztosítása, hogy a börtönből kiengedett lány azonnal elhagyja New Yorkot. A bosszúszomjas Nikki azonban meggyőzi őt, segítsen neki elfogni a valódi gyilkosokat. A nyomozás során Nikki és Louden egyre közelebb kerül egymáshoz. 

## Szereplők
| Színész         | Szerep            | Magyar hang       |
| --------------- | ----------------- | ----------------- |
| Madonna         | Nikki Finn        | Für Anikó         |
| Griffin Dunne   | Loudon Trott      | Selmeczi Roland   |
| Haviland Morris | Wendy Worthington | Bártfai Andrea    |
| John McMartin   | Simon Worthington | Barbinek Péter    |
| Bibi Besch      | Ms. Worthington   | Hirling Judit     |
| John Mills      | Montgomery Bell   | Dobránszky Zoltán |
| Robert Swan     | Bellson nyomozó   | Cs. Németh Lajos  |
| Drew Pillsbury  | Doyle nyomozó     | Rosta Sándor      |
| Coati Mundi     | Raoul             | Háda János        |
| Stanley Tucci   | dokkmunkás        | N/A               |

## A film zenéje
| 1.    | "Who’s That Girl" (előadó Madonna)              | Madonna · Patrick Leonard                               | Madonna · Patrick Leonard                               | 3:58 |
| 2.    | "Causing a Commotion" (előadó Madonna)          | Madonna · Stephen Bray                                  | Madonna · Stephen Bray                                  | 4:20 |
| 3.    | "The Look of Love" (előadó Madonna)             | Madonna · Patrick Leonard                               | Madonna · Patrick Leonard                               | 4:03 |
| 4.    | "24 Hours" (előadó Duncan Faure)                | Mary Kessler · Joey Wilson                              | Stephen Bray                                            | 3:38 |
| 5.    | "Step by Step" (előadó Club Nouveau)            | Jay King · Denzil Foster · Thomas McElroy · David Agent | Jay King · Denzil Foster · Thomas McElroy · David Agent | 4:43 |
| 6.    | "Turn It Up" (előadó Michael Davidson)          | Michael Davidson · Frederic Mercier                     | Stock Aitken Waterman                                   | 3:56 |
| 7.    | "Best Thing Ever" (előadó Scritti Politti)      | Green Gartside · David Gamson                           | Gartside · David Gamson · John "Tokes" Potoker          | 3:51 |
| 8.    | "Can't Stop" (előadó Madonna)                   | Madonna · Stephen Bray                                  | Madonna · Stephen Bray                                  | 4:45 |
| 9.    | "El Coco Loco (So So Bad)" (előadó Coati Mundi) | Coati Mundi Hernandez                                   | Hubert Eaves III                                        | 6:22 |
| 43:34 |                                                 |                                                         |                                                         |      |

## Fordítás
- Ez a szócikk részben vagy egészben  a   Who's That Girl (1987 film) című angol Wikipédia-szócikk fordításán alapul.  Az eredeti cikk szerkesztőit annak laptörténete sorolja fel. Ez a jelzés csupán a megfogalmazás eredetét és a szerzői jogokat jelzi, nem szolgál a cikkben szereplő információk forrásmegjelöléseként.